# Elecciones municipales de 2019 en Teruel
Las elecciones municipales de 2019 se celebraron en Teruel el domingo 26 de mayo, de acuerdo con el Real Decreto de convocatoria de elecciones locales en España dispuesto el 1 de abril de 2019 y publicado en el Boletín Oficial del Estado el 2 de abril. Se eligieron los 21 concejales del pleno del Ayuntamiento de Teruel, a través de un sistema proporcional (método d'Hondt), con listas cerradas y un umbral electoral del 5 %.

## Candidaturas
En abril de 2019 fueron proclamadas 9 candidaturas.

## Resultados
Los resultados completos correspondientes al escrutinio definitivo se detallan a continuación:
| Candidatura            | Candidatura                                                        | Votos  | %                               | Escaños                         |
| ---------------------- | ------------------------------------------------------------------ | ------ | ------------------------------- | ------------------------------- |
|                        | Partido Popular de Aragón (PP-Aragón)                              | 5321   | 30,72                           | 7                               |
|                        | Partido de los Socialistas de Aragón (PS-Aragón)                   | 3997   | 23,08                           | 5                               |
|                        | Ciudadanos-Partido de la Ciudadanía (Cs)                           | 2430   | 14,03                           | 3                               |
|                        | Partido Aragonés (PAR)                                             | 1655   | 9,56                            | 2                               |
|                        | Vox (Vox)                                                          | 953    | 5,50                            | 1                               |
|                        | Chunta Aragonesista (CHA)                                          | 940    | 5,42                            | 1                               |
|                        | Ganar Teruel-Izquierda Unida de Aragón (GT-IU)                     | 934    | 5,39                            | 1                               |
|                        | Unidas Podemos-Equo-Espacio Municipalista por Teruel (UP-Equo-EMT) | 880    | 5,08                            | 1                               |
| Escaños en Blanco (EB) | Escaños en Blanco (EB)                                             | 43     | 0,25                            | 0                               |
| Votos en blanco        | Votos en blanco                                                    | 177    | 1,02                            | n/a                             |
| Votos válidos          | Votos válidos                                                      | 17 330 | 99,09                           | 21                              |
| Votos nulos            | Votos nulos                                                        | 160    | Participación: \| \| 64,43 % \| | Participación: \| \| 64,43 % \| |
| Votantes               | Votantes                                                           | 17 490 | Participación: \| \| 64,43 % \| | Participación: \| \| 64,43 % \| |
| Electores              | Electores                                                          | 27 144 | Participación: \| \| 64,43 % \| | Participación: \| \| 64,43 % \| |
|                        | 64,43 %                                                            |        |                                 |                                 |

## Concejales electos
Relación de concejales electos:
| N.º | Nombre                      | Lista | Lista            |
| --- | --------------------------- | ----- | ---------------- |
| 1   | Emma Buj Sánchez            |       | PP               |
| 2   | Samuel Morón Sáez           |       | PSOE             |
| 3   | Juan Carlos Cruzado Punter  |       | PP               |
| 4   | Ramón Fuertes Ortiz         |       | Cs               |
| 5   | María Jesús Sanjuán Gómez   |       | PSOE             |
| 6   | Julio Esteban Igual         |       | PAR              |
| 7   | Ana Oliván Villobas         |       | PP               |
| 8   | Nuria Tregón Martín         |       | Cs               |
| 9   | Miguel Torres Marchán       |       | PSOE             |
| 10  | Alejandro Nolasco Asensio   |       | Vox              |
| 11  | Marisa Romero Fuertes       |       | Cha              |
| 12  | Anabel Gimeno Pérez         |       | GT-IU            |
| 13  | Blanca Villarroya Rodilla   |       | Podemos-Equo-EMT |
| 14  | Joaquín Tomás Mínguez       |       | PAR              |
| 15  | José Luis Torán Pons        |       | PP               |
| 16  | Francisco Blas Ávila        |       | Cs               |
| 17  | Sara Torres Mena            |       | PSOE             |
| 18  | Javier Domingo Navarro      |       | PP               |
| 19  | Carlos Soler Esteban        |       | PSOE             |
| 20  | Rocío Féliz de Vargas Pérez |       | PP               |
| 21  | Carlos Méndez Muñoz         |       | PP               |